# Маріупольський могильник
Маріупольський могильник — колективний могильник Дніпро-донецької культури. Інші могильники цієї культури є подібними до типу маріупольського могильника. Знайдений влітку 1930 року на лівому березі Кальміусу, на околиці Маріуполя під час будівництва заводу «Азовсталь».
Могильник виявив працівник новотрубного заводу Г. Ф. Кравець. З 10 серпня по 15 жовтня 1930 М. О. Макаренко проводив тут розкопки.

## Опис
Могильник є довгою й вузькою ямою 28 метрів довжиною, шириною близько 2 метрів й понад 1 м, глибиною у якій в один або декілька ярусів покладено 122 поховання у випростаному стані на спині, половина з яких засипані порошком червоної вохри.
Їх супроводжує багатий поховальний інвентар: прикраси, вирізьблені з іклів кабана, кістки та каменю, крем'яні ножі, скребки, сокири та інші. У двох випадках при кістяках виявлені кам'яні булави досконалої роботи, з циліндричним отвором для держака. Кераміка, поховальний інвентар, намиста, в тому числі у вигляді півмісяця, імовірно грали роль грошей, поховальні савани. Особливо відзначаються знахідки перших прикрас із міді.
На керамічному посуді присутній орнаментальний малюнок, що є незмінний у всіх похованнях від Дніпра до Дону. У людей, похованих в Маріупольському могильнику була розвинена релігійна система (існували амулети, фігурки биків-фетишів, булави, близьке розташування до річки, по якій, за багатьма віруваннями, душі мертвих вирушали в інший світ). Серед знахідок — 2 вирізані фігурки бика — зразки реалістичного мистецтва, перламутрові намиста, нашивки для одягу з іклів кабана, прясельце (знаряддя ткацтва).

## Інші могильники маріупольського типу
У Микільському й Лисогірському могильниках збереглася типова для цього району гребінцево-накільчаста кераміка.
У могильнику виявлено поховання скотарів, що видно з прикрас з іклів кабана, зубів і кісток тварин, раковин.
Останки належали людям великої європеоїдної раси, що мали велике зростання (172—174 см), дуже довгі ноги, масивний скелет. З археологічних даних відомо, що частина населення нижньодінської культури близько 5100 року до Р. Х. під тиском посушливого клімату перейшла у Західне Приазов'я й оселилася поруч з племенами Сурської культури. В результаті їх взаємодії з'явилася нова Азовсько-дніпровська культура, яку датують 5100 — 4350 роками до н. е.
Могильник також відносять до Дніпро-донецької культури й датують 3-ім тисячоріччям до н. е. Є різні визначення доби існування могильника: пізній палеоліт або неоліт.
Інші могильники маріупольського типу:
- на Надпоріжжі — Деріївський, Микільський, Василівський-2, Вовнизький-1, 2 і Вільнянський, Ясинуватський та інші,
- на Запоріжжі — Лисогірський,
- на Пооріллі — Йосипівський, Госпітальний Холм.

Крім Маріупольського могильника, неолітичними стоянками на Нижній Донщині є:
- Роздорське поселення біля станиці Роздорська (колишня столиця донських козаків у Ростовській області, РФ)[1][2],
- Самсонівське поселення (біля хутора Кримського Усть-Донецького району)[3],
- Раковинний Яр (на острові Порічний у нижній течії Дону)[4],
- 5 поховань на поселенні Каратаєве неподалік колишнього козацького хутора Каратаєво (сьогодні — район у західній частині міста Ростов-на-Дону).